# American-Airlines-Flug 96
American Airlines Flug 96 war ein planmäßiger Flug am 12. Juni 1972 vom Detroit Metropolitan Wayne County Airport zum Buffalo Niagara International Airport. Als die McDonnell Douglas DC-10-10 der American Airlines über Windsor, Ontario flog, öffnete sich die hintere Frachttür. Daher ist der Zwischenfall auch unter der Bezeichnung Windsor incident bekannt. Durch die explosive Dekompression im Frachtbereich brach ein Teil des Kabinenbodens in den darunterliegenden Frachtraum, wobei diverse Steuerungselemente des Flugzeugs beschädigt wurden. Trotz der teilweisen Einschränkung der Steuerflächen gelang den Piloten eine sichere Rückkehr zum Flughafen Detroit ohne schwerere Verletzungen unter den Insassen.

## Ablauf des Zwischenfalls
Flug AA 96 war ein planmäßiger Flug von Los Angeles zum LaGuardia Airport in New York City mit Stopps in Detroit und Buffalo. Am 12. Juni wurde die Route von der DC-10-10 mit dem Kennzeichen N103AA geflogen. Die Cockpitbesatzung bestand aus dem 52-jährigen Kapitän Bryce McCormick, dem 34-jährigen Ersten Offizier Peter Whitney und dem 50-jährigen Flugingenieur Clayton Burke. McCormick war ein sehr erfahrener Pilot mit einer Flugerfahrung von über 24.000 Stunden. Whitney und Burke waren ebenfalls sehr erfahrene Besatzungsmitglieder mit ungefähr 7.900 bzw. 13.900 Flugstunden. Alle drei hatten zusammengerechnet allerdings erst 176 Stunden auf der DC-10 absolviert.
Der Flug hob wegen des länger dauernden Einsteigevorgangs und des allgemeinen Verkehrsaufkommens 46 Minuten nach dem geplanten Start um 13:30 Uhr (EST) in Los Angeles ab und kam um 18:36 Uhr in Detroit an. Dort stiegen die meisten Passagiere aus und das Flugzeug nahm neue Passagiere und Fracht auf. Für den Flug zwischen Detroit und Buffalo verblieben 56 Passagiere und die 11 Crewmitglieder an Bord. Das Flugzeug hob um 19:20 Uhr ab und stieg auf 6.000 Fuß (~1.830 m) bevor es nach Erreichen der Luftstraße V-554 für ein Steigen auf 21.000 Fuß (~6.400 m) freigegeben wurde.
Um 19:25 Uhr, auf einer Höhe von circa 11.750 Fuß (~3.580 m) und einer Geschwindigkeit von 260 Knoten (~480 km/h), hörte die Crew ein dumpfes Geräusch, und Staubpartikel wurden im Cockpit aufgewirbelt. Das Geräusch rührte von der hintersten Frachttür her, die aufgesprungen und abgerissen war. Die dadurch verursachte explosive Dekompression übte eine so große Belastung auf den Kabinenboden aus, dass dieser im hinteren Teil des Flugzeugs einstürzte. Kapitän McCormick gab später bei der Untersuchung zu Protokoll, dass er zuerst eine Kollision in der Luft und eine zerstörte Windschutzscheibe vermutete. Gleichzeitig schlugen die Pedale für das Seitenruder voll aus, d. h. das linke nach hinten und das rechte nach vorne und die Schubhebel bewegten sich zurück in die Nullstellung. McCormick deaktivierte den Autopiloten, übernahm die manuelle Kontrolle über das Flugzeug und versuchte, den Schub zu erhöhen. Die Schubhebel von Triebwerk 1 und 3 ließen sich bewegen, sodass der Schub auf diesen beiden Triebwerken wieder erhöht werden konnte. Der Schubhebel von Triebwerk 2 hingegen ließ sich nicht bewegen, weil die Steuerseile (engl. Control Cable) durch den eingestürzten Kabinenboden durchtrennt worden waren. McCormick brachte das Flugzeug in einen stabilen Geradeausflug und hielt die Geschwindigkeit bei 250 Knoten (~480 km/h), obwohl die Höhenrudersteuerung im Gegensatz zur Querrudersteuerung sehr träge war. Die Besatzung erklärte eine Luftnotlage und kündigte die Rückkehr nach Detroit an.
In der Kabine beobachteten die Flugbegleiter Nebelbildung und erkannten die Situation sofort als Druckabfall. Zwei Flugbegleiter waren im hinteren Teil der Passagierkabine, und der Boden brach zum Teil in den Frachtraum ein, wobei sie leichte Verletzungen erlitten. Trotz dieser Umstände versuchte die Kabinenbesatzung zu überprüfen, ob die Sauerstoffmasken für die Passagiere ausgelöst wurden, was nicht erfolgt war, da sich das Flugzeug unter 14.000 Fuß (~4.270 m) befand. Erst darüber werden die Sauerstoffmasken automatisch ausgelöst. Einer der Flugbegleiter nahm sich eine tragbare Sauerstoffflasche und informierte das Cockpit über den Schaden im hinteren Teil des Flugzeugs. Auf die Anweisungen des Cockpits gingen die Flugbegleiter mit den Passagieren das Notfallverfahren durch. Einige Passagiere berichteten später, dass sich die Sicherheitskarten beim Auffinden des nächsten Notausganges als hilfreich herausstellten. Der Sarg einer verstorbenen Frau fiel bei der Dekompression in der Nähe von Windsor in Kanada aus dem Frachtraum.
Das Flugzeug kehrte nach Detroit um. Es wurde ein langsamer, behutsamer Sinkflug eingeleitet. Als die Cockpitbesatzung im Landeanflug das Fahrwerk ausfuhr und die Landeklappen auf 35 Grad zur Landung setzten, erhöhte sich die Sinkrate auf 1.900 Fuß/min (~9,7 m/s), was viel zu steil für einen stabilisierten Anflug war. Durch Erhöhen des Schubs der Triebwerke 1 und 3 konnte McCormick die Sinkrate auf 800 Fuß/min (~4,0 m/s) reduzieren. Das Flugzeug landete um 19:44 Uhr auf der Landebahn 03R, gierte durch das vollausgeschlagene Seitenruder sofort nach rechts und verließ die Landebahn. Nachdem Kapitän McCormick zunächst beide laufenden Triebwerke nach dem Aufsetzen in Schubumkehr zum Abbremsen schaltete, deaktivierte der Erste Offizier Whitney die Schubumkehr des rechten Triebwerks, sodass es im Leerlauf verblieb, und ließ das linke Triebwerk auf vollem Gegenschub laufen, was zu einem Giermoment in die andere Richtung führte und das Flugzeug wieder in Richtung Landebahn drehte. 880 Fuß (~270 m) vor dem Ende der Landebahn kam die Maschine zum Stehen. Das linke Fahrwerk und das Bugfahrwerk befanden sich auf, das rechte Fahrwerk neben der Landebahn. Als McCormick für die Umschulung auf die DC-10 trainiert hatte, wurde im Simulator geübt, das Flugzeug nach einem totalen Hydraulikverlust ausschließlich mit den Triebwerken zu steuern. Eine ähnliche Technik wurde bei einer anderen DC-10 1989 während eines Zwischenfalls des United-Airlines-Flugs 232 nach einem totalen Hydraulikverlust benutzt.

## Ermittlungen
Das Problem, das den Unfall verursacht hatte, war nach der Landung offensichtlich, da die hintere Frachttür verschwunden war und das linke Höhenruder schwer beschädigt hatte. Ermittler werteten das Reparaturprotokoll des Flugzeugs aus und fanden heraus, dass das Bodenpersonal am 3. März 1972, drei Monate vor dem Unfall, berichtet hatte, dass die Tür sich nicht elektrisch geschlossen hatte und manuell geschlossen werden musste. Am 30. Mai veröffentlichte McDonnell Douglas das Service Bulletin 52-27, DC-10 SC 612, welches das Verstärken der Steuerkabel empfahl, welche die Motoren für die Verschlussriegel mit Strom versorgten, da drei Betreiber von Problemen mit den elektrischen Motoren zur Ver- und Entriegelung der Frachtluke berichtet hatten. Die Veränderung war jedoch nicht verpflichtend und wurde an dem im Zwischenfall verwickelten Flugzeug nicht durchgeführt.
Ermittler befragten die am Boden arbeitenden Personen auf dem Flughafen Detroit und erfuhren, dass der Belader, der die hintere Tür bediente, es als sehr schwer empfunden hatte, diese zu schließen. Er sagte aus, dass er die Tür elektrisch geschlossen hatte und wartete, bis die Geräusche der Motoren nicht mehr zu hören waren. Als diese verstummten, versuchte er den Hebel zu bewegen, wobei er bemerkte, dass er sehr schwergängig war. Nur mithilfe seines Knies konnte er die Tür schließen. Er sah, dass der Entlüftungsschlitz nicht ganz geschlossen war und meldete dies einem Mechaniker vor Ort, der den Flug dennoch freigab. Der Flugingenieur berichtete, dass die Kontrollleuchte für die Tür auf seinem Instrumentenpult weder während des Rollens am Boden noch während des Fluges geleuchtet hatte.
Untersuchungen des Flugzeugs und der in Windsor größtenteils intakt geborgenen Frachttür zeigten, dass die Riegel während des ganzen Flugs außerhalb der gesicherten Position waren. In der geschlossenen, sicheren Position schließt der Flugzeuginnendruck die Riegel weiter und der Antrieb der Frachttür selbst wird nicht belastet. Da die Sicherungsriegel nicht oder nur teilweise geschlossen waren, wurde Kraft auf den Antrieb übertragen, welcher bei einem Druck von etwa 6600 Pfund nachgab, sodass die Tür aufsprang. Der folgende Druckabfall brachte den Boden darüber zum Einsturz. Dadurch wurde das Steuerseil bis ans Limit gestreckt, woraus der Rudervollausschlag resultierte. Außerdem wurden weitere Steuerseile beschädigt.

## Folgen
Bei dem Ereignis wurden zwei Stewardessen und neun Passagiere leicht verletzt.
Das NTSB schlug mehrere Veränderungen am Schließsystem vor, unter anderem damit die Tür nicht mehr gewaltsam geschlossen werden konnte und einen Lüftungsschlitz im hinteren Kabinenboden zum Druckausgleich zwischen Kabine und Frachtraum.
Die Federal Aviation Administration (FAA), die die Aufsicht hatte, diese Vorschläge durchzusetzen, gab der Argumentation seitens McDonnell Douglas recht, dass der zusätzliche Lüftungsschlitz nur sehr schwierig zu installieren sei. Sie setzte allerdings die Modifikation des Schließmechanismus durch sowie ein kleines Fenster in der Frachttür, durch das das Bodenpersonal überprüfen konnte, dass sich die Schließriegel in der vorgeschriebenen Position befanden. Zusammen mit den bereits am 30. Mai 1972 empfohlenen Änderungen von McDonnell Douglas sollte dies eine Wiederholung dieses Zwischenfalls verhindern.
Kurz nach dem Zwischenfall wies Dan Applegate, oberster Produktentwickler bei Convair, die Geschäftsleitung auf mehrere Probleme mit der Türkonstruktion hin. McDonnell Douglas hatte das Design des Rumpfes bei Convair in Auftrag gegeben und Applegate hatte die Weiterentwicklung beobachtet, von der er glaubte, dass sie die Sicherheit einschränken könnte. Er bemerkte insbesondere, dass von einem hydraulischen zu einem elektrischen Antriebssystem gewechselt worden war, das seiner Meinung nach weniger sicher war. Er merkte an, der Boden sei anfällig für einen Zusammenbruch, sollte sich die Frachttür im Flug öffnen, was wahrscheinlich zur Folge hätte, dass die Steuerseile unter dem Kabinenboden durchtrennt würden, wodurch der Verlust des Flugzeugs die Folge wäre. Schließlich verwies er darauf, dass dies bereits bei im Jahr 1970 durchgeführten Bodentests festgestellt worden war und schloss daraus, dass ein derartiger Zwischenfall sehr sicher noch einmal auftreten werde.
Trotz dieser Empfehlungen und Warnungen verunglückte am 3. März 1974, weniger als zwei Jahre nach dem Beinahe-Verlust von American-Flug 96, eine DC-10 auf dem Turkish-Airlines-Flug 981 außerhalb von Paris durch ein identisches Versagen der Frachttür, wobei alle 346 Insassen ums Leben kamen. Anders als bei Flug AA 96, bei dem das Flugzeug noch genügend Steuerfähigkeit behielt, verloren die Piloten auf Flug TK 981 die Kontrolle über die Höhenruder und sämtliche Hydrauliksysteme. Ermittler entdeckten, dass die Verbesserungen nie an dem Flugzeug durchgeführt worden waren, obwohl es im Logbuch des Flugzeugs vermerkt war. Eine Modifikation wurde durchgeführt: die Installation des Überprüfungsfensters mit einem Hinweisschild neben der Tür, das in Englisch und Türkisch erklärte, wie die Tür korrekt zu schließen und überprüfen sei. Der Belader in Paris war Algerier und konnte weder Englisch noch Türkisch. Er wurde lediglich instruiert, dass alles sicher sei, wenn der Schließhebel geschlossen ist. Er bemerkte, dass er keine Kraft auf den Hebel ausüben musste. Die Ermittler schlossen daraus, dass er bereits bei einem früheren Flug verbogen worden war.
In der Folge von Flug TK 981 wurde das Applegate memorandum entdeckt und während eines darauffolgenden massiven zivilen Rechtsstreits als Beweis angeführt. Viele Kommentatoren machten dem Flugzeughersteller McDonnell Douglas und den Luftfahrtbehörden den Vorwurf, aus dem Windsor-Zwischenfall nicht gelernt zu haben. Obwohl es eine überarbeitete Konstruktion der Frachttür gegeben habe, sei diese nur freiwillig und willkürlich von mehreren Airlines nachgerüstet worden. Wenn die Warnungen von Flug AA 96 beachtet worden wären, hätte der Absturz der türkischen Maschine wahrscheinlich verhindert werden können.
N103AA wurde 2002 auf dem Flughafen Phoenix Goodyear zerlegt.

## Verfilmung
- Die Geschichte dieses Zwischenfalls wird zusammen mit Turkish-Airlines-Flug 981 in der fünften Staffel der Serie Mayday – Alarm im Cockpit in der Folge „Hinter verschlossenen Türen“ (englisch Originaltitel: Behind closed Doors) behandelt.

- Die Episode „Crash Detectives“ von Survival in the Sky behandelt diesen Zwischenfall ebenfalls.